# MLBマネージャーONLINE
『MLBマネージャーONLINE』（MLB Manager Online）は2011年4月14日にサービス開始（2011年3月1日にオープンβテスト開始）、2012年6月29日にサービスを終了したセガのオンライン野球ゲームである。ブラウザゲームであり、専用クライアントのダウンロードは不要。基本プレイ料金は無料。

## 概要
メジャーリーグベースボール（MLB）の30球団の選手をスカウトしてオリジナルチームを作り、他のユーザとリーグ戦を争う野球ゲームである。北米（アメリカ・カナダ）・日本・韓国・台湾でサービスが提供されているが、接続地域と違う地域のアカウントは取得できない。
基本的なゲームシステムは『プロ野球チームをつくろう!ONLINE 2』がベースになっている。プレイヤーが野球の試合を直接操作することはできず、チーム編成や作戦などを指示して自動で消化される試合の結果を受けて新たな作戦を練る流れになっている。
試合はDHあり、延長戦は無制限。

### 公式戦
公式戦は自動進行で8:00から22:00（日本ではJST、北米ではEDTもしくはEST）まで60分ごとに行われる。1つのレギュラーシーズンは10日で構成されており、16チームで各チーム10試合の150試合制で争う。レギュラーシーズンが終了するとリーグ上位4チームがチャンピオンズトーナメントに進出。同クラスの別リーグの上位者とトーナメントで争う。これを3回行うと各ワールドの全チームが参加するワールドトーナメントが行われ、さらに北米・日本・韓国の各ワールドの優勝者でWCT（ワールドチャンピオンズトーナメント）を行い、優勝チームを決定する。これを1サイクルとして実施する。
所属するリーグの結果に応じて次回ペナントの所属クラスが変動する。
- メジャークラス
- AAAクラス
- AAクラス
- Aクラス
- ルーキーリーグ

### オープン戦
オープン戦には以下のモードがある。結果によってはポイントやスキルブロック、カードなどがもらえる試合もある。
- ユーザー戦

プレイヤー同士が対戦する。ランキング形式で争うランキング戦とフレンドと対戦するフレンド戦がある。
- NPC戦

MLB30球団や年齢、所属リーグなど特定の条件を満たす選手で構成されたチームと対戦する。
- 大会
  - 運営大会

定期的に行われる大会。
  - 全米大会

チーム作成時に選んだ所属地区（アメリカ50州+ワシントンD.C、カナダ）から勝ち上がって優勝を目指す。
  - ファン球団大会

チーム作成時に選んだファン球団から勝ち上がって優勝を目指す。

### 選手
選手はスカウトコマンドによってスカウトする。
ショップでは
- 投手・野手がランダムで出現するランダムスカウト
- 投手のみが出現する投手スカウト
- 野手のみが出現する野手スカウト
- 日替わりスカウト（先発投手・リリーフ投手、内野手・外野手、ナ・リーグ・ア・リーグの細かい分類のスカウト）この3スカウトは必ず登場し、それぞれ1日10回まで購入できる（10回まとめてスカウトをすると2割引き）。

があるが、日替わりスカウトは休むこともある。ほかにもスペシャルスカウト（チケットを消費して細かい条件のスカウトを行う。1日最大5回）が用意されている。
選手の中にはキャリアハイ選手（高成績を記録したシーズンの能力の選手。各チーム1人ずつ用意されている）もいる（キャリアハイ選手を試合で使用するには課金して手に入るアイテムが必要）。
選手は1日1回無料でトレード（違う地域・ワールドとのトレードが成立する場合もある）ができ、課金アイテムを使えばフレンドとのトレードもできる。選手は2サイクルが過ぎると契約切れとなりスカウトリストから除外される。
選手の能力は野手は巧打力（Contact,Ct）、長打力（Power,Pw）、走力（Run,Rn）、肩力（Throw,Tr）、守備力（fielding,Fd）、精神力（Clutch,Cl）及び各守備位置（外野は外野全体で1ポジション）のレベル（S,A,B,C,D,Eの6レベル）、投手は体力（Stamina,St）、球速（Speed,Sp）、球威（Power,Pw）、変化球（Break,Bk）、制球力（Control,Cl）、精神力（Clutch,Cl）及び各変化球（5方向、1方向につき最大2球種）のレベル（S,A,B,C,D,Eの6レベル）で表現される。

#### 選手オーダー
スカウトした選手は「選手オーダー」モードで登録することにより試合に出場させることができる。野手はスターティングオーダー9人と控え選手4人、投手は先発投手5人、中継ぎ投手4人、セットアッパー1人、抑え投手1人を設定する。
先発投手はローテーションが設定されており、ローテーションの順番をシーズン中に変更することはできない。また、一度登録抹消した場合、一定時間経過しないと再び先発として起用できない。
野手には適正打順、投手には適正役割が設定されており、適正に合わないポジションを任せることもできるが、戦力分析値と呼ばれる打線の繋がりが悪くなったり、バッテリーの相性が悪くなるなどして調子が下がってしまうこともある。戦力分析値が高くなるようにオーダーを組めば、調子が上がることもある。

#### トレーニング
選手の能力はトレーニングである程度強化できる。
トレーニングはトレーニングカードをスクラッチカードの要領で削ることで効果を得る。トレーニングカードには上昇する可能性のある能力（失敗もある）とその目の数が決まっており、レベルが高いほど失敗の数が少ない。成功するまでどの能力が上昇するかは決まっていないが、高レベルのカードは一番上がりやすい項目が上昇しやすい。また、通常より上昇値の大きい「大成功」も最低1つ用意されている。
トレーニングは最大5回成功まで実行でき（最初は3回で、ロースターに登録して試合経過することで4回目、5回目が解放される）、回数が多いほうが効果も大きい。習得したスキルの組み合わせによってはスキルを獲得することもある。契約期間が終了するかトレードでいったん所属していない状態になると、解放枠はリセットされる。
トレーニングカードショップにも
- 投手・野手トレーニングカードがランダムで出現するランダムパック
- 投手トレーニングカードのみが出現する投手パック
- 野手トレーニングカードのみが出現する野手パック
- 日替わりパック（打撃カード・守備カード、速球カード・技巧カードなど細かい分類のパック）

が用意されており、それぞれ1日10枚まで購入できる。
不要なトレーニングカードは売ることができる。

#### サポートカード
チーム全体が対象となるカードと選手個人が対象になるカードがある。チーム全体用のカードでは試合によるポイントの獲得数を変動させたり、若手、ベテランなどの調子を上昇させる効果のあるカードなどが用意されている。選手個人用のカードでは選手個人の調子や能力を上昇させることができる。効果はそれぞれ2日間。チーム全体用は1枚、個人用は2人まで同時に使用でき、さらにオプションサービスに課金することにより、個人用の使用枠を最大3つ増やせる。
ランダムパックのほかに調子パックやチームパックなど細かい分類のパックもあり、各種1日5枚まで購入可能。

### チームカラー
特定の条件を満たした選手を集めることにより、そのチームの特徴が「チームカラー」として設定できる。チームカラーは無料で1つ、オプションサービスに課金することにより、最大5つまで増やせる。

### 監督
監督の方針を設定することで、チームの采配に影響を与えることができる。また、スカウトで監督をスカウトする場合もある。

### ホームタウン
プレイヤーの行動や試合結果などによってホームタウンが発展することがある。ホームタウンは8つの地区に分かれており、特定の行動をすることで対応する地区が発展する。それぞれの地区ごとにメーターが用意されており、メーターがいっぱいになると街が発展し、高いビルなどが建つようになる。また街全体での発展度もパーセンテージで表されており、一定値を達成すると、ポイントやアイテムなどがもらえる。